# Willy Rohr
Willy Martin Ernst Rohr (Metz, 19 maggio 1877 – Lubecca, 8 marzo 1930) è stato un ufficiale tedesco.

## Biografia
Willy Rohr nacque a Metz, allora nell'Alsazia-Lorena, per poi trasferirsi nelle scuole militari di Bergisch Gladbach e Karlsruhe prima di entrare nella Hauptkadettenanstalt (Scuola di addestramento per ufficiali centrali) a Lichterfelde, Berlino. Entrò a far parte del 3º reggimento di fanteria di Magdeburgo n. 66 come sottotenente nel 1896. Dal 1899 al 1903, Rohr fu assegnato alla scuola sottufficiali di Potsdam e divenne aiutante di battaglione e successivamente aiutante di reggimento. Nel 1906 fu promosso primo tenente. Dopo aver lavorato come insegnante nella scuola di tiro di fanteria di Wünsdorf dal 1911 al 1912, Rohr fu trasferito al 10º reggimento di fanteria della Renania n. 161 a Treviri e fu promosso capitano. Su sua richiesta, nel 1913, fu trasferito al battaglione fucilieri delle guardie a Gross-Lichterfelde e prestò servizio come comandante della 3ª compagnia.
Allo scoppio della prima guerra mondiale combatté nella 3ª compagnia sull'Aisne, nella Champagne e sull'Hartmannsweiler Kopf. Nel 1915, Rohr fu trasferito al distaccamento del maggiore Calsow e formò il Loretto Front con due compagnie di pionieri. Questi combatterono senza successo, i battaglioni furono ribattezzati Sturmabteilung Calsow. Il distaccamento d'assalto decimato fu richiamato al Kaiserstuhl. Per ordine del generale von Falkenhayn, il 30 agosto 1915 il capitano, che era stato introdotto dal battaglione fucilieri delle guardie, fu temporaneamente incaricato del loro comando. Il Kaiserstuhl precedentemente inutilizzato divenne un centro di formazione.
L'efficacia del distaccamento è stata migliorata riequipaggiandolo con mitragliatrici e lanciafiamme. Rohr introdusse l'elmetto d'acciaio "Stahlhelm" che divenne simbolo caratteristico del soldato tedesco in entrambe le guerre mondiali, già utilizzato dal nemico, al suo Stoßtrupp. Nei mesi successivi, Rohr trasformò la sua unità sperimentale di pionieri in un'organizzazione di fanteria d'élite, lo Sturmbattalion Rohr, che sarebbe diventata un'unità d'istruzione che formava, in un continuo avvicendarsi, il personale che a sua volta avrebbe istruito i propri reparti. Le nuove tattiche di Rohr erano basate sulla sua esperienza al fronte e dettero un grande contributo allo sviluppo delle tattiche delle truppe d'assalto.
Rohr trascurò il tradizionale addestramento tattico dell'esercito fino alla battaglia di Verdun. Il battesimo del fuoco dei nuovi metodi venne effettuato dal reggimento di fanteria n. 187 a ovest di Colmar nei Vosgi: l'intero Distaccamento conquistò la posizione francese dello Hartmannsweilerkopf sgomberandola con perdite limitate. Sebbene l'assalto fosse stato caratterizzato dalle stesse tattiche messe in atto sullo Schratzmännle, il capitano Rohr non aveva rinunciato al fuoco dell'artiglieria indiretta a supporto dell'attacco, creando un fuoco di "sbarramento di contenimento" sull'obbiettivo stesso e isolandolo dal resto del campo di battaglia.
In seguito al suo successo il distaccamento fu trasferito nel febbraio 1916 alla 5ª Armata del Kronprinz Guglielmo per prenderne parte nell'offensiva di Verdun. In seguito alla prestazione nella battaglia di Verdun che aveva comprovato il valore delle truppe d'assalto, il battaglione di Rohr stabilì una base nelle vicinanze di Beauville dove intraprese un programma di addestramento per i quattro battaglioni Jäger. 
Il 27 maggio 1916 fu redatto dal capitano Rohr un manuale con le linee guida per i nuovi battaglioni d'assalto intitolato Anweisung für die Ausbildung beim Sturm-Bataillon ("Istruzioni per l'impiego di un battaglione d'assalto"), che regolamentava i metodi di attacco della fanteria con l'appoggio dei battaglioni d'assalto e l'aggregazione ai reggimenti e ai battaglioni di fanteria di squadre d'assalto (Stoßtrupp), composte ciascuna da 4 a 8 soldati sotto il comando di un sottufficiale. Nel manuale veniva descritto come ogni squadra d'assalto dovesse guidare i plotoni e le compagnie di fanteria attraverso la terra di nessuno e oltre il filo spinato, irrompere nelle trincee, assalire con le bombe a mano e distruggere bunker e mitragliatrici con l'ausilio delle armi d'appoggio.
Nel gennaio 1918 a Rohr fu assegnato il comando del primo deutsche Sturm-Panzer-Kraftwagen-Abteilung, un'unità di carri armati. Sia la lentezza che la goffaggine dei veicoli erano considerate difetti. Rohr si recò l'11 marzo 1918 al quartier generale della 18ª Armata, a Leschelle per fare i preparativi per un grande attacco, l'operazione Michael. Il suo battaglione arrivò nella notte del 19 marzo. Ad aprile Rohr fu promosso maggiore. Sotto ordini di marcia segreti, il battaglione fu inviato a metà ottobre 1918 a Spa. Venne assegnato alla guardia del Große Hauptquartier e dell'Oberste Heeresleitung. Quando l'imperatore Guglielmo II di Germania abdicò, il maggiore Rohr ottenne l'approvazione dell'OHL e lasciò Spa con il suo battaglione in direzione della Germania. Gran parte del battaglione fu smobilitato a Schwelm.
Al termine del conflitto Rohr fu assegnato nel 1920 al 29º reggimento di fanteria della Reichswehr, il piccolo esercito concesso dagli Alleati vincitori alla Repubblica di Weimar. Successivamente, nel 1921, fu messo a riposo con il titolo di tenente colonnello, e per questo deciso di dimettersi dall'esercito.
Rohr si trasferì quindi a Lubecca, dove morì mentre era direttore della Lübecker Getreidebank.